# 前橋市立総社小学校
前橋市立総社小学校（まえばししりつ そうじゃしょうがっこう）は、群馬県前橋市にある公立小学校。

## 沿革
- 1873年（明治6年）12月18日 - 元景寺に植野学校が開校[1]。
- 1874年（明治7年）8月30日 - 植野学校から総社学校が分離。
- 1893年（明治26年）4月26日 - 町村合併に伴い、総社町尋常小学校と改称。
- 1899年（明治32年）4月 - 高等科を併設し、総社町尋常高等小学校と改称。
- 1941年（昭和16年）4月1日 - 総社町国民学校と改称。
- 1947年（昭和22年）4月1日 - 群馬郡総社町小学校と改称。
- 1954年（昭和29年）4月1日 - 群馬郡総社町が前橋市へ編入されたのに伴い、前橋市立総社小学校と改称。
- 1975年（昭和50年）8月1日 - 宿直を廃止。
- 1976年（昭和51年） - 前橋市立勝山小学校を分離。
- 2005年（平成18年）1月 - 前橋市立第六中学校の旧敷地へ移転。

## 通学区域
- 前橋市
  - 総社町総社（一部）、総社町高井（一部）、高井町1丁目（一部）、総社町1丁目～4丁目、大渡町1丁目～2丁目[2]

卒業生は基本的に前橋市立第六中学校へ進学する。

## 周辺
- 前橋市立第六中学校
- 総社郵便局
- 総社神社
- 愛宕山古墳
- 群馬県道6号前橋箕郷線
- 群馬県道15号前橋伊香保線

## アクセス
- JR上越線 群馬総社駅から南へ700m